# 日本のメディア芸術100選
「日本のメディア芸術100選」（にほんのメディアげいじゅつ100せん）は、文化庁メディア芸術祭10周年を記念し、アンケートをもとに日本を代表するアートからエンターテインメントまで横断する、日本のメディア芸術（メディアアート）を体系化する試みである。
選出されたメディア芸術は2007年1月21日から2月4日までの間、国立新美術館にて開催の「文化庁メディア芸術祭10周年企画展 日本の表現力」で紹介された。

## 実施方法
2006年7月13日 - 8月31日の50日間に実施され、以下の2つの方法によりアンケートデータの収集を行なった。
一般
ウェブサイト「文化庁メディア芸術プラザ」内に「文化庁メディア芸術祭10周年アンケート 日本のメディア芸術100選」コーナーを設置し、アート部門、エンターテインメント部門、アニメーション部門、マンガ部門の4部門それぞれに回答〈Webアンケート・エントリー方式〉。
専門家
メディア芸術に関わる専門家（文化庁メディア芸術祭歴代受賞者・同歴代審査員を含むアーティスト・編集者・評論家など）約400名にアンケート票を郵送し、回答後、同じく郵送（またはFAX）にて回収。

## 実施内容
「アート部門」「エンターテインメント部門」「アニメーション部門」「マンガ部門」の4部門それぞれについて作品リスト（回答選択肢）を提示し、最大10作品を選択。リスト以外にメディア芸術100選にふさわしいと思われる作品があった場合は、自由回答欄において作品名・作者名を記述。

### 100選
分野毎に50音順。

#### アート部門
- アトムスーツプロジェクト（ヤノベケンジ）
- アルプス一号（立花ハジメ）
- 映像装置としてのピアノ（岩井俊雄）
- NHKスペシャル『驚異の小宇宙人体2脳と心』（原田大三郎）
- MPI×IPM（坂本龍一 / 岩井俊雄）
- オープンスカイ（八谷和彦）
- かぼちゃ（草間彌生）
- 坂本龍一 OPERA"LifeCG"（原田大三郎）
- 時間層II（岩井俊雄）
- 視聴覚交換マシン（八谷和彦）
- Six String Sonics,The（久野ギル）
- 首都圏清掃整備促進運動（ハイレッド・センター）
- 肖像・ゴッホ（森村泰昌）
- 女神降臨シリーズ（森村泰昌）
- 太陽の塔（岡本太郎）
- 突き出す、流れる（児玉幸子 / 竹野美奈子）
- TV WAR（ラジカルTV / 坂本龍一 / 浅田彰）
- 電気服（田中敦子）
- 天井の絵/YES(イエス)・ペインティング（オノ・ヨーコ）
- ドグラマグラ（松本俊夫）
- Bitman（クワクボリョウタ）
- ビデオ・レター（寺山修司 / 谷川俊太郎）
- ヒロポン（村上隆）
- 明和電機ライブパフォーマンス（明和電機）
- 湧然する女者達々（棟方志功）

#### エンターテインメント部門
- ウゴウゴルーガ（田中秀幸 / 岩井俊雄など）
- オセロゲーム（ツクダ社）
- 機動戦士ガンダムプラモデルシリーズ（バンダイ社）
- ゲームボーイ（任天堂社）
- ゴジラ（本多猪四郎）
- ゴノレゴシリーズ（ポエ山）
- 人生ゲーム（タカラ社）
- スーパーマリオブラザーズ（任天堂社）
- スペースインベーダー（タイトー社 / 西角友宏）
- ソーシャル・ネットワーキング・サービス『mixi』（イー・マーキュリー社）
- ドラゴンクエスト（エニックス社）
- ドラゴンクエストV 天空の花嫁（エニックス社）
- 24時間戦えますか（三共社）
- ニンテンドーDS（任天堂社）
- ピタゴラスイッチ（佐藤雅彦 / 内野真澄）
- ファイナルファンタジーVII（スクウェア社）
- ファミリーコンピュータ（任天堂社）
- ぷよぷよ（サンソフト社[1]）
- プレイステーション（ソニー・コンピュータエンタテインメント社）
- プレイステーション2（ソニー・コンピュータエンタテインメント社）
- ポケットモンスター（任天堂社）
- ミニ四駆（田宮模型社）
- メタルギアソリッド（コナミ社 / 小島秀夫）
- やわらか戦車（ラレコ）

#### アニメ部門
- AKIRA（大友克洋）
- カードキャプターさくら（浅香守生）
- 風の谷のナウシカ（宮崎駿）
- かみちゅ!（舛成孝二）
- 機動警察パトレイバー 2 the Movie（押井守）
- 機動戦士ガンダム（富野喜幸（現・富野由悠季））
- 機動戦士ガンダム 逆襲のシャア（富野由悠季）
- 機動戦士Ζガンダム（富野由悠季）
- 銀河英雄伝説（石黒昇）
- 紅の豚（宮崎駿）
- クレヨンしんちゃん 嵐を呼ぶ モーレツ!オトナ帝国の逆襲（原恵一）
- 攻殻機動隊 STAND ALONE COMPLEX（神山健治）
- GHOST IN THE SHELL / 攻殻機動隊（押井守）
- 新世紀エヴァンゲリオン（庵野秀明）
- 涼宮ハルヒの憂鬱（石原立也）
- 千と千尋の神隠し（宮崎駿）
- 天空の城ラピュタ（宮崎駿）
- となりのトトロ（宮崎駿）
- ドラえもん（芝山努）
- ドラゴンボールシリーズ（西尾大介）
- 鋼の錬金術師（水島精二）
- 劇場版 鋼の錬金術師 シャンバラを征く者（水島精二）
- 蟲師（長濱博史）
- もののけ姫（宮崎駿）
- ルパン三世 カリオストロの城（宮崎駿）

#### マンガ部門
- AKIRA（大友克洋）
- あずまんが大王（あずまきよひこ）
- うしおととら（藤田和日郎）
- おおきく振りかぶって（ひぐちアサ）
- 風の谷のナウシカ（宮崎駿）
- 寄生獣（岩明均）
- ジョジョの奇妙な冒険（荒木飛呂彦）
- スラムダンク（井上雄彦）
- DEATH NOTE（小畑健・画 / 大場つぐみ・原作）
- 動物のお医者さん（佐々木倫子）
- ドラえもん（藤子不二雄（藤子・F・不二雄））
- ドラゴンボール（鳥山明）
- のだめカンタービレ（二ノ宮知子）
- 鋼の錬金術師（荒川弘）
- HUNTER×HUNTER（冨樫義博）
- 火の鳥（手塚治虫）
- ブラック・ジャック（手塚治虫）
- HELLSING（平野耕太）
- ベルセルク（三浦建太郎）
- 北斗の拳（原哲夫・画 / 武論尊・原作）
- 蟲師（漆原友紀）
- MONSTER（浦沢直樹）
- 幽☆遊☆白書（冨樫義博）
- よつばと!（あずまきよひこ）
- ONE PIECE（尾田栄一郎）